# Hans Weinhengst

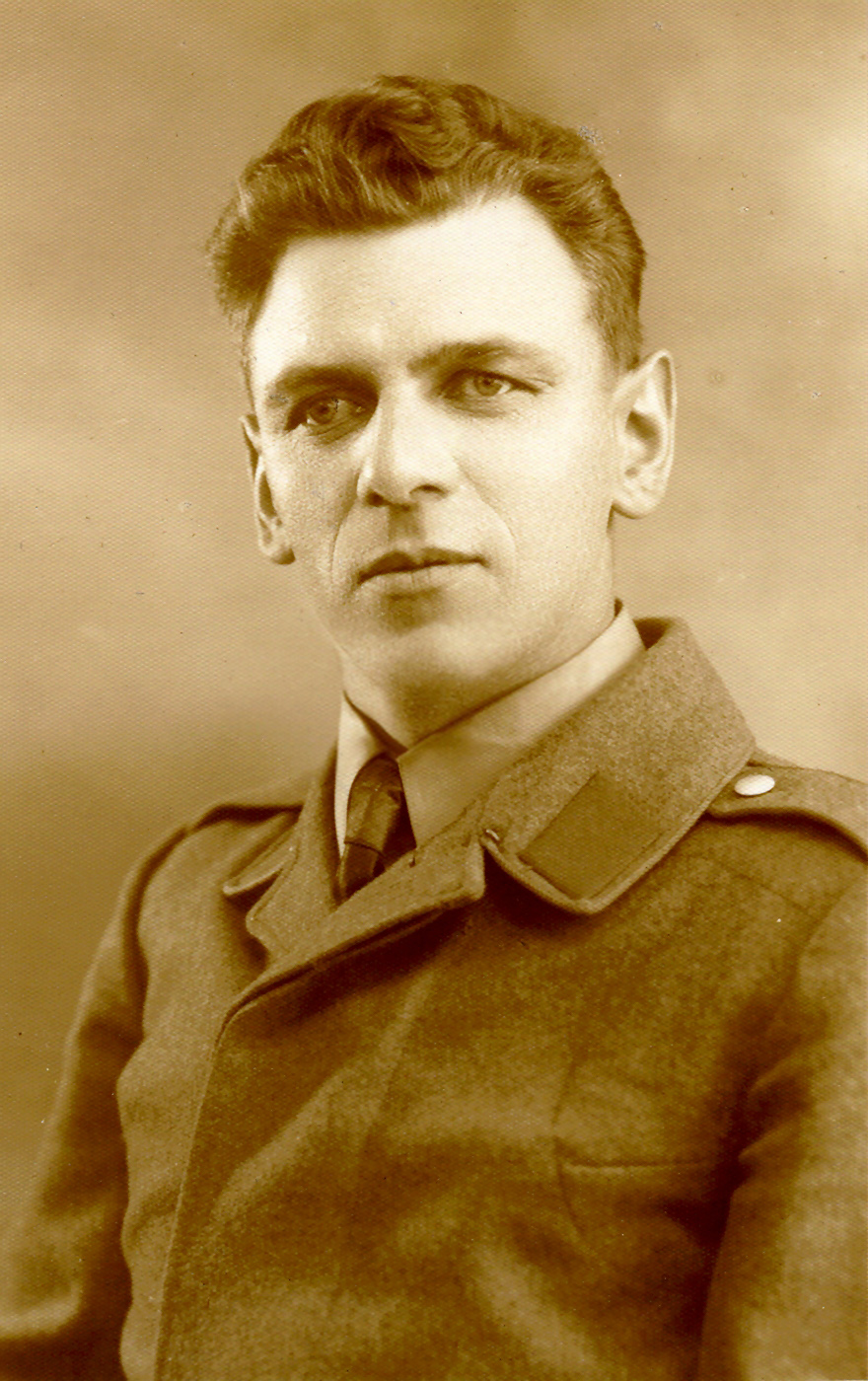
Hans Weinhengst in 1940

Hans Weinhengst (* 27. Juni 1904 in Kuffern, Niederösterreich; † Mai 1945 in Berlin) war ein österreichischer Autor, Übersetzer, Esperantist und Kämpfer gegen den Faschismus.

## Leben

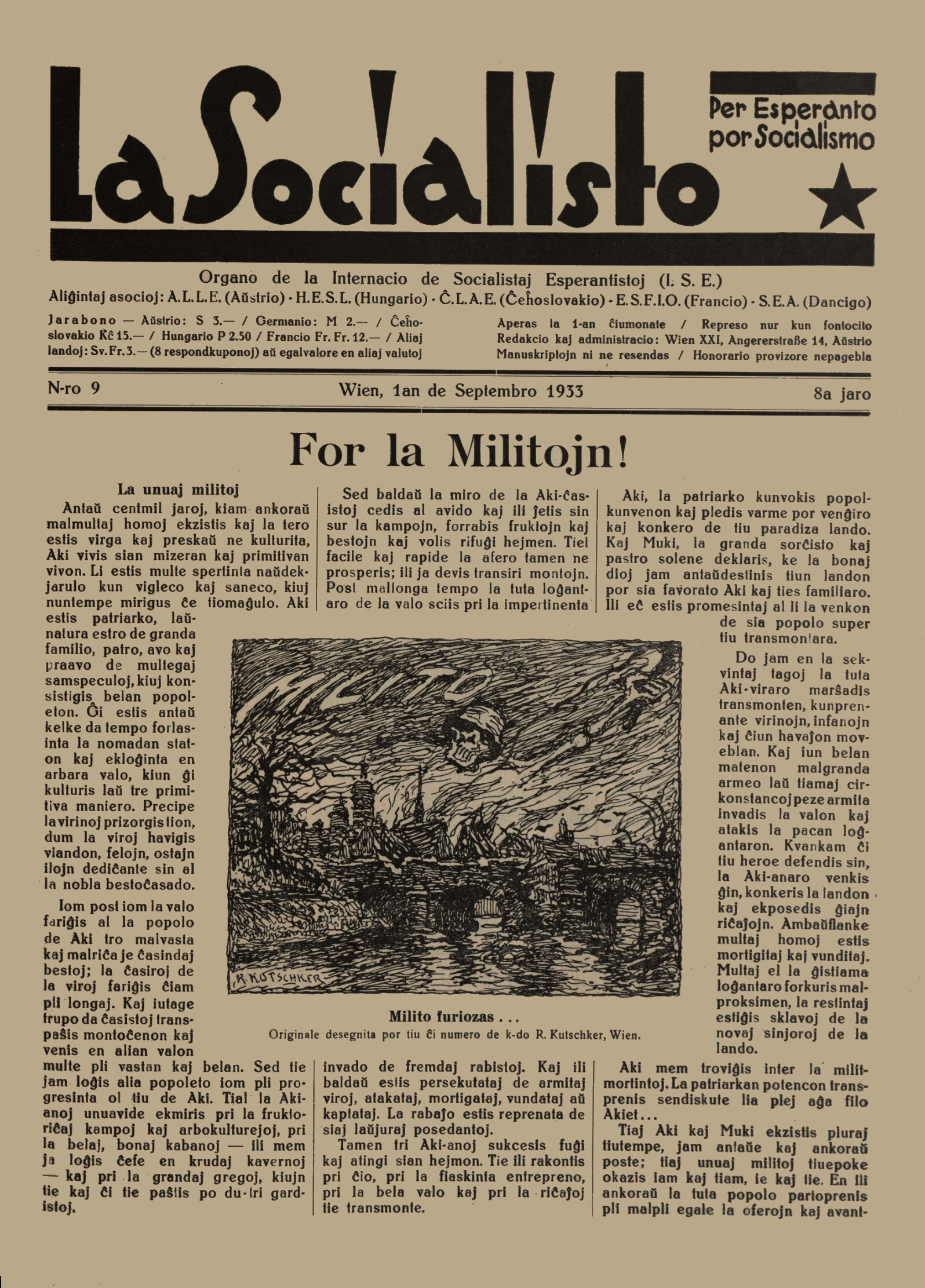
Leitartikel von Hans Weinhengst gegen den Krieg in der Zeitschrift La Socialisto

Hans Weinhengst entwickelte bereits als Kind großes Interesse an anderen Sprachen, sodass er nach und nach autodidaktisch Englisch, Latein, Holländisch und Ungarisch lernte. Ab 1927 beschäftigte er sich darüber hinaus mit der Plansprache Esperanto, die er zunächst anzweifelte. Er trat 1927 der Grupo Viena 10, der Favoritner Sektion der Arbeiteresperantisten, bei.
Weinhengst war Mitglied der Sozialdemokratischen Partei und im Widerstandskampf der österreichischen Arbeiter gegen den Faschismus aktiv. Er lebte mit seiner Ehefrau und einer Tochter in einem der ärmlichsten Teile des 10. Wiener Gemeindebezirk, Favoriten, in der damaligen Thavonatgasse 4, seit 1935 Kempelengasse, wo auch sein Roman Turmstraße 4 angesiedelt ist. Das Viertel wurde unter Einheimischen „Kreta“ genannt (siehe Absberggasse#Bemerkenswerte Gebäude).
1940 wurde Weinhengst als Luftschutzwart in Wien fotografiert.
Weinhengsts Grab befindet sich auf dem Friedhof In den Kisseln in Berlin-Spandau.

## Esperanto
Hans Weinhengst gehörte neben u. a. dem Friedensnobelpreisträger Alfred Hermann Fried (1864–1921) und dem ehemaligen Bundespräsidenten Franz Jonas (1899–1974) zu den bedeutendsten Esperantisten Österreichs. Er war ein führendes Mitglied der sozialistischen Esperanto-Bewegung. Weinhengst übersetzte Arbeiterlieder in Esperanto und publizierte ab den 1920er-Jahren Lyrik und Erzählungen in Esperanto. Weiters meldete er sich regelmäßig in der in Paris erscheinenden Zeitschrift Internacia Socialisto Esperantista zu Wort, etwa im Jahr 1933 mit einem Artikel gegen den Krieg. Außerdem schrieb er den Roman Turstrato 4 (dt.: Turmstraße 4), der 1934 im ungarischen Esperanto-Verlag Literatura Mondo publiziert wurde und im September 2017 erstmals in deutscher Übersetzung im Wiener Verlag Edition Atelier erschienen ist.

## Eigene Texte (Auswahl)
- Turstrato 4, Budapest: Literatura Mondo, 1934
- Turmstraße 4, Wien: Edition Atelier, 2017. Aus dem Esperanto übersetzt von Christian Cimpa, mit einem Nachwort von Kurt Lhotzky.

Milieu wie auch Plot erinnern an Texte Ödön von Horvaths